# Municipio de Kingston (Míchigan)
El municipio de Kingston (en inglés: Kingston Township) es un municipio ubicado en el condado de Tuscola en el estado estadounidense de Míchigan. En el año 2010 tenía una población de 1574 habitantes y una densidad poblacional de 16,95 personas por km².

## Geografía
El municipio de Kingston se encuentra ubicado en las coordenadas 43°26′58″N 83°10′30″O / 43.44944, -83.17500. Según la Oficina del Censo de los Estados Unidos, el municipio tiene una superficie total de 92.87 km², de la cual 90,19 km² corresponden a tierra firme y (2,88 %) 2,68 km² es agua.

## Demografía
Según el censo de 2010, había 1574 personas residiendo en el municipio de Kingston. La densidad de población era de 16,95 hab./km². De los 1574 habitantes, el municipio de Kingston estaba compuesto por el 97,14 % blancos, el 0,32 % eran afroamericanos, el 0,19 % eran amerindios, el 0,51 % eran asiáticos, el 0,51 % eran de otras razas y el 1,33 % eran de una mezcla de razas. Del total de la población el 1,72 % eran hispanos o latinos de cualquier raza.